# Залун

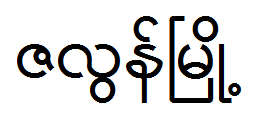
Залунмьёу

Залун (бирм. ဇလွန်မြို့) — посёлок в Мьянме, находится на правом берегу реки Иравади южнее города Хинтада округа Иравади, примерно в 110 км от города Янгон.
К достопримечательностям города относится Пагода Питаупьян и У Тхила Ступа с четырьмя изображениями Будды, благодаря чему считается центром паломничества буддистов.